# Jan Klaassens
Jean "Jan" Anna Klaassens (ur. 4 września 1931 w Venlo  – zm. 12 lutego 1983) – holenderski piłkarz grający na pozycji pomocnika. W swojej karierze rozegrał 57 meczów w reprezentacji Holandii i strzelił w nich 1 gola.

## Kariera klubowa
Swoją karierę piłkarską Klaassens rozpoczął w klubie Venlose Boys. Następnie został zawodnikiem VVV Venlo. W 1948 roku zadebiutował w jego barwach. W VVV występował do końca sezonu 1958/1959.
Latem 1959 roku Klaassens przeszedł z VVV Venlo do Feyenoordu. W zespole Feyenoordu w Eredivisie zadebiutował 23 sierpnia 1959 w przegranym 0:1 domowym meczu ze Spartą Roterdam. W sezonach 1960/1961 i 1961/1962 wywalczył z Feyenoordem dwa tytuły mistrza Holandii. W Feyenoordzie grał do zakończenia sezonu 1963/1964. Rozegrał w nim 140 ligowych meczów i strzelił 6 goli.
Latem 1964 roku Klaassens wrócił do VVV Venlo. Grał w nim do końca swojej kariery, czyli do 1967 roku.
| Sezon   | Klub                | Kraj     | Rozgrywki  | Mecze | Bramki |
| ------- | ------------------- | -------- | ---------- | ----- | ------ |
| 1950/51 | VVV Venlo           | Holandia | Eredivisie | ?     | ?      |
| 1951/52 | VVV Venlo           | Holandia | Eredivisie | ?     | ?      |
| 1952/53 | VVV Venlo           | Holandia | Eredivisie | ?     | ?      |
| 1953/54 | VVV Venlo           | Holandia | Eredivisie | ?     | ?      |
| 1954/55 | VVV Venlo           | Holandia | Eredivisie | 22    | 5      |
| 1955/56 | VVV Venlo           | Holandia | Eredivisie | 32    | 3      |
| 1956/57 | VVV Venlo           | Holandia | Eredivisie | 34    | 2      |
| 1957/58 | VVV Venlo           | Holandia | Eredivisie | 32    | 2      |
| 1958/59 | VVV Venlo           | Holandia | Eredivisie | 34    | 8      |
| 1959/60 | Feyenoord Rotterdam | Holandia | Eredivisie | 33    | 3      |
| 1960/61 | Feyenoord Rotterdam | Holandia | Eredivisie | 32    | 1      |
| 1961/62 | Feyenoord Rotterdam | Holandia | Eredivisie | 21    | 2      |
| 1962/63 | Feyenoord Rotterdam | Holandia | Eredivisie | 28    | 0      |
| 1963/64 | Feyenoord Rotterdam | Holandia | Eredivisie | 26    | 0      |
| 1964/65 | VVV Venlo           | Holandia | Eredivisie | 30    | 1      |
| 1965/66 | VVV Venlo           | Holandia | Eredivisie | 27    | 1      |
| 1966/67 | VVV Venlo           | Holandia | Eredivisie | 36    | 5      |

## Kariera reprezentacyjna
W reprezentacji Holandii Klaassens zadebiutował 7 marca 1953 roku w przegranym 1:2 towarzyskim meczu z Danią, rozegranym w Rotterdamie. W swojej karierze grał w: eliminacjach do MŚ 1958, do MŚ 1962 i do ME 1964. Od 1953 do 1963 roku rozegrał w kadrze narodowej 57 meczów, w których strzelił 1 bramkę.